# Tjasker Jonen
Tjasker Jonen is de aanduiding van een naamloze paaltjasker aan het Jonenpad in Giethoorn in de Nederlandse provincie Overijssel. Het molentje is in 2010 op initiatief van de Stichting Natuurlijk-Jonen gebouwd op een plaats waar volgens de archieven van Vereniging Natuurmonumenten tot 1934 een tjasker heeft gestaan. De tjasker is in de Kop van Overijssel overigens vroeger op meerdere plekken ingezet voor het bemalen van kleine percelen.
Deze tjasker heeft houten roeden die dwarsgetuigd zijn opgehekt.

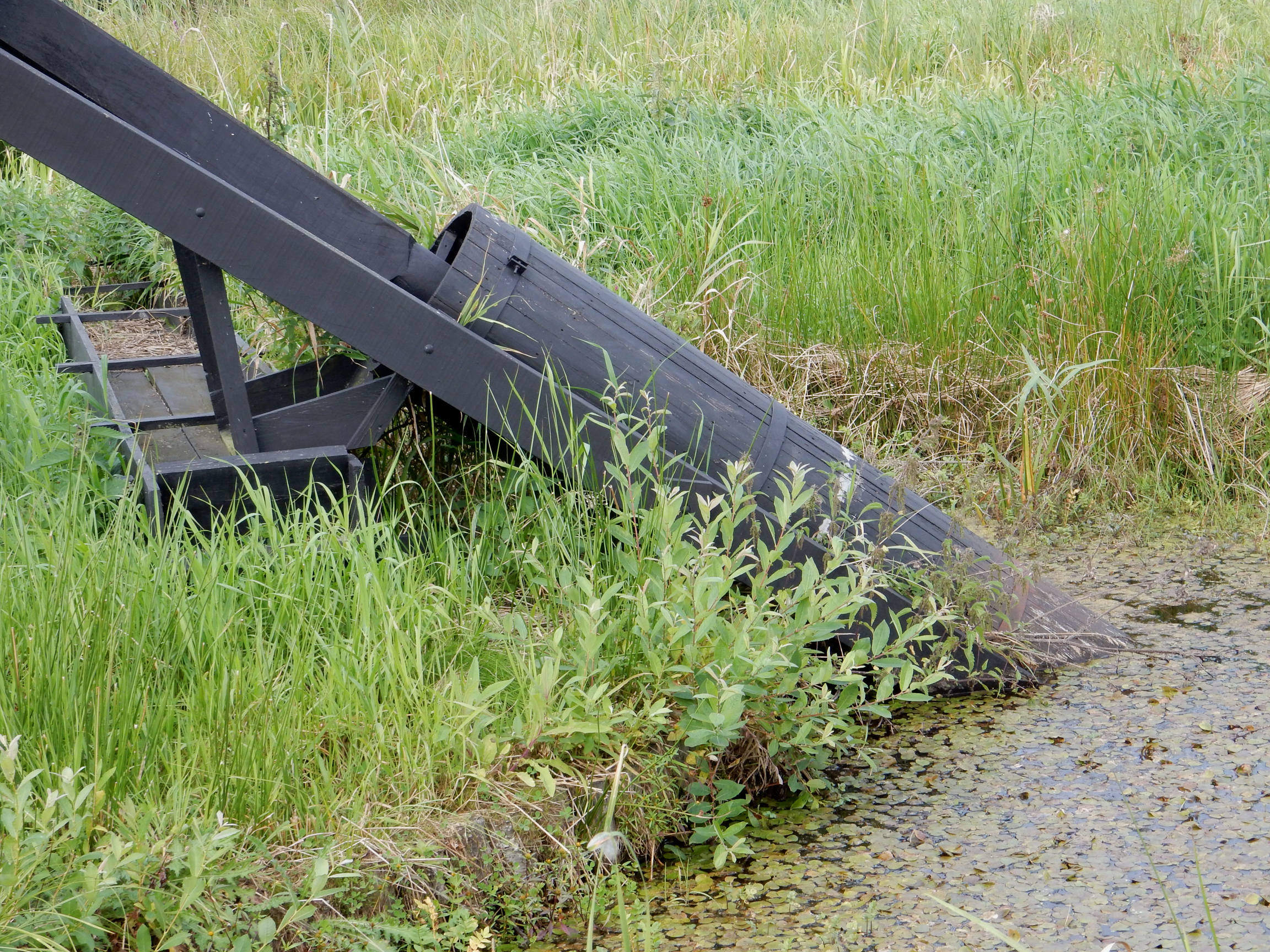
Ton